# Parafia Najświętszej Maryi Panny Matki Zbawiciela na Antałówce
Parafia Najświętszej Maryi Panny Matki Zbawiciela w Zakopanem-Antałówce – parafia rzymskokatolicka należąca do dekanatu Zakopane archidiecezji krakowskiej.
Została utworzona w 1985. Kościół parafialny w budowie od 1988. Parafia jest prowadzona przez zgromadzenie zakonne salwatorianów. Zgodnie ze stanem na grudzień 2023 proboszczem parafii jest ks. Maciej Chwarścianek SDS. 

## Terytorium
Ulice: os. Antałówka, Broniewskiego nry nieparzyste 1-27, parzyste 2-8, Bulwary Słowackiego 1-14, Jagiellońska 9b, 24-42, Piaseckiego 18-28, Wierchowa, os. Pardałówka, Pardałówka od Oberconiówki do drogi do Olczy.